# World Athletics Indoor Tour 2022
Il World Athletics Indoor Tour 2022 è stata la settima edizione del World Athletics Indoor Tour, serie di meeting internazionali indoor di atletica leggera organizzata annualmente dalla World Athletics.
Le discipline valide per questa edizione sono i 60 m, 800 m, 3000 m, salto con l'asta, salto triplo e getto del peso per gli uomini e 400 m, 1500 m, 60 m ostacoli, salto in alto e salto in lungo per le donne.
In questa edizione venne aggiunta la categoria Challenger per i meeting.

## I meeting

### Gold
| Nº | Meeting                               | Stadio                            | Sede       | Data            |
| -- | ------------------------------------- | --------------------------------- | ---------- | --------------- |
| 1  | Millrose Games                        | Armory Track                      | New York   | 27 - 29 gennaio |
| 2  | INIT INDOOR MEETING Karlsruhe         | Messehalle                        | Karlsruhe  | 28 gennaio      |
| 3  | New Balance Indoor Grand Prix         | Ocean Breeze Athl. Complex        | New York   | 6 febbraio      |
| 4  | Meeting Hauts-de-France Pas-de-Calais | Arena Stade Couvert               | Liévin     | 17 febbraio     |
| 5  | Müller Indoor Grand Prix              | Utilita Arena Birmingham          | Birmingham | 19 febbraio     |
| 6  | ORLEN Copernicus Cup                  | Arena Toruń                       | Toruń      | 22 febbraio     |
| 7  | Villa de Madrid                       | Centro Deportivo Municipal Gallur | Madrid     | 2 marzo         |

### Silver
| Nº | Meeting                                  | Stadio                              | Sede             | Data        |
| -- | ---------------------------------------- | ----------------------------------- | ---------------- | ----------- |
| 1  | BoXX United Manchester World Indoor Tour | Manchester Regional Arena           | Manchester       | 22 gennaio  |
| 2  | Hvězdy v Nehvizdech                      | Sportovní Hala                      | Nehvizdy         | 30 gennaio  |
| 3  | Czech Indoor Gala                        | Atletická hala                      | Ostrava          | 3 febbraio  |
| 4  | ISTAF Indoor Berlin                      | Mercedes-Benz Arena                 | Berlino          | 4 febbraio  |
| 5  | Orlen Cup 2022                           | Atlas Arena                         | Łódź             | 11 febbraio |
| 6  | Meeting Metz Moselle Athlelor            | L'Anneau-Halle d'athlétisme de Metz | Metz             | 12 febbraio |
| 7  | Meeting de l’Eure                        | Stade couvert Jesse Owens           | Val-de-Reuil     | 14 febbraio |
| 8  | 28. Banskobystrická latka                | Športová hala Dukla                 | Banská Bystrica  | 15 febbraio |
| 9  | All Star Perche by Quartus               | Maison des Sports                   | Clermont-Ferrand | 19 febbraio |
| 10 | ISTAF Indoor Düsseldorf                  | ISS Dome                            | Düsseldorf       | 20 febbraio |
| 11 | Perche Elite Tour                        | Complexe Kindarena                  | Rouen            | 5 marzo     |
| 12 | Meeting de Paris Indoor                  | AccorHotels Arena de Bercy          | Parigi           | 6 marzo     |
| 13 | Belgrade Indoor Meeting                  | Štark Arena                         | Belgrado         | 7 marzo     |

### Bronze
| Nº | Meeting                            | Stadio                    | Sede       | Data           |
| -- | ---------------------------------- | ------------------------- | ---------- | -------------- |
| 1  | Kladno Indoor                      | Atletická hala Sletiště   | Kladno     | 27 gennaio     |
| 2  | Meeting Elite de Miramas           | Stadium Miramas Métropole | Miramas    | 4 febbraio     |
| 3  | Dr. Sander Invitational            | Armory Track              | New York   | 4 - 5 febbraio |
| 4  | Dynamic New Athletics Indoor Match | Emirates Arena            | Glasgow    | 5 febbraio     |
| 5  | Hustopečské skákání                | Městská sportovní hala    | Hustopeče  | 5 febbraio     |
| 6  | Mondeville Meeting                 | Halle Michel d'Ornano     | Mondeville | 9 febbraio     |
| 7  | American Track League              | Norton Sports Center      | Louisville | 12 febbraio    |
| 8  | PSD Bank Indoor Meeting            | Helmut-Körnig-Halle       | Dortmund   | 28 gennaio     |
| 9  | World Tune-Up - Adam Sanford Pro   | Armory Track              | New York   | 28 gennaio     |

### Challenger
| Nº | Meeting              | Stadio                        | Sede      | Data        |
| -- | -------------------- | ----------------------------- | --------- | ----------- |
| 1  | RIG Games            | Laugardalshöll                | Reykjavík | 6 febbraio  |
| 2  | Beijer Stavhoppsgala | IFU Arena                     | Uppsala   | 9 febbraio  |
| 3  | Nordic Indoor Match  | IFU Arena                     | Uppsala   | 13 febbraio |
| 4  | Aarhus Sprint'n'Jump | Aarhus Atletik og Løbeakademi | Århus     | 2 marzo     |

## Risultati (Gold)

### Uomini
| #         | Meeting                                  | 60 m                   | 800 m                  | 3000 m                  | Salto con l'asta            | Salto triplo             | Getto del peso             |
| 1         | New York (Millrose Games)                | Christian Coleman 6"49 | Bryce Hoppel 1'46"05   | Geordie Beamish 7'39"50 | -                           | -                        | Ryan Crouser nm            |
| 2         | Karlsruhe                                | -                      | Elliot Giles 1'46"78   | Berihu Aregawi 7'26"20  | Armand Duplantis 6,02 m     | Andreas Pantazis 16,79 m | -                          |
| 3         | New York (New Balance Indoor Grand Prix) | Noah Lyles 6"56        | Mariano García 1'45"12 | Adel Mechaal 7'30"82    | -                           | Donald Scott 16,68 m     | -                          |
| 4         | Liévin                                   | Marcell Jacobs 6"50    | Mariano García 1'46"29 | Lamecha Girma 7'30"54   | Chris Nilsen 5,91 m         | Lázaro Martínez 17,21 m  | -                          |
| 5         | Birmingham                               | Noah Lyles 6"55        | -                      | -                       | Armand Duplantis 6,05 m     | -                        | -                          |
| 6         | Toruń                                    | Elijah Hall 6"53       | Elliot Giles 1'45"42 = | Lamecha Girma 7'31"09   | Ernest John Obiena 5,81 m = | -                        | Filip Mihaljević 21,84 m = |
| 7         | Madrid                                   | Elijah Hall 6"57       | Elliot Giles 1'45"43   | Selemon Barega 7'34"03  | -                           | Lázaro Martínez 17,12 m  | Konrad Bukowiecki 21,91 m  |
| Vincitore | Vincitore                                | Elijah Hall 25 p.      | Elliot Giles 30 p.     | Lamecha Girma 27 p.     | Armand Duplantis 20 p.      | Lázaro Martínez 20 p.    | Konrad Bukowiecki 17 p.    |

### Donne
| #         | Meeting                                  | 400 m                         | 1500 m                        | 60 m hs                | Salto in alto                            | Salto in lungo         |
| 1         | New York (Millrose Games)                | Wadeline Jonathas 52"51       | -                             | Britany Anderson 7"91  | -                                        | Tara Davis 6,59 m      |
| 2         | Karlsruhe                                | Anna Kiełbasińska 51"92       | Axumawit Embaye 4'02"12       | Danielle Williams 7"84 | Emily Borthwick 1,91 m Imke Onnen 1,91 m | -                      |
| 3         | New York (New Balance Indoor Grand Prix) | -                             | Esther Guerrero 4'11"87       | Danielle Williams 7"83 | -                                        | Lorraine Ugen 6,71 m   |
| 4         | Liévin                                   |                               | Gudaf Tsegay 4'21"72 (miglio) | Laëticia Bapté 8"00    | -                                        | Yulimar Rojas 6,81 m   |
| 5         | Birmingham                               | Stephenie Ann McPherson 51"39 | Dawit Seyaum 4'04"35          | Zoë Sedney 8"02        | Eleanor Patterson 1,97 m                 | Khaddi Sagnia 6,70 m   |
| 6         | Toruń                                    | Femke Bol 50"64               | Gudaf Tsegay 3'54"77          | Devynne Charlton 7"90  | -                                        | Khaddi Sagnia 6,70 m = |
| 7         | Madrid                                   | Justyna Święty-Ersetic 51"21  | Gudaf Tsegay 3'57"38          | Zoë Sedney 7"95        | Eleanor Patterson 1,96 m                 | Lorraine Ugen 6,67 m   |
| Vincitore | Vincitore                                | Justyna Święty-Ersetic 20 p.  | Gudaf Tsegay 30 p.            | Devynne Charlton 22 p. | Eleanor Patterson 20 p.                  | Lorraine Ugen 20 p.    |